# Stillahavssill
Stillahavssill (Clupea pallasii) är en art i familjen sillfiskar som finns i norra Stilla havet och delar av Arktis.

## Utseende
Stillahavssillen är en avlång, lätt ihoptryckt sillfisk med djupt kluven stjärtfena. Fenorna saknar taggstrålar, och har endast mjukstrålar. Ryggen är mörkt blågrön till olivfä'rgad, och kroppen övergår till silverfärg på sidor och buk. Som mest kan arten bli 46 cm lång.

## Vanor
Arten är stimbildande och lever pelagiskt i kustnära vatten ner till ett djup av 475 m. Den kan även gå in i bräckvatten och rent sötvatten. Inlandspopulationer finns i sjöar i södra Sachalin, östra Hokkaido och östra Honshu. Födan består främst av lysräkor, men den tar också hoppkräftor, pungräkor, märlkräftor och krabblarver. Den kan bli åtminstone 19 år gammal.

### Fortplantning
Stillahavssillen leker i december till juli, då den går in på grunt vatten, inklusive flodernas mynningar och nedre lopp. Fiskarna samlas ofta vid lekområdena veckor till månader före själva äggläggningen. Under leken avsätter den ägg på bottenväxter och -material. Äggantalet varierar beroende på honans storlek; en hona på 100 g lägger omkring 22 000 ägg. De kläcks efter 6 till 11 dagar. Larverna och ynglen lever av ägg och larver av olika ryggradslösa djur, med växande storlek även av fisklarver.

## Kommersiell användning
Arten är föremål för ett kraftigt, kommersiellt fiske, som började redan i mitten på 1800-talet (då dock i mindre skala). En stor del av fångsten går till den asiatiska marknaden, där särskilt rommen är eftertraktad. Rom lagd på tång saltas och säljs som kazunoko-kombu i Japan, där rätten är mycket uppskattad. Den saluförs även färsk, frusen, saltad, rökt och konserverad. Den totala fångsten 1999 var 471 860 ton; främsta fångstnationer var Ryssland och Kanada.

## Utbredning
Stillahavssillen finns i Arktis från Vita havet till Obs flodmynning, i norra Stilla havet från Anadyrbukten i Berings hav längs östra Kamtjatka till Japan och västra Korea, samt från Beauforthavet och Kenthalvön i Nunavut i Kanada söderut längs Nordamerikas västkust till norra Baja California i Mexiko.